# Flagge der Azoren
Die Flagge der Azoren basiert auf der alten portugiesischen Nationalflagge zur See, die von 1830 bis 1910 Gültigkeit hatte. Die Flagge wurde am 10. April 1979 mit der Despacho Normativo n°4/79/A offiziell angenommen. Erstmals wurde sie am 12. April 1979 gesetzt.

## Beschreibung und Bedeutung
Das Seitenverhältnis der Flagge beträgt 2:3. Sie ist zu zwei Fünftel an der Liek blau, der Flugteil, der drei Fünftel ausmacht, ist weiß.
Das Azorenblau, ein sehr dunkles Blau (B+++), ist deutlich dunkler, als das Blau ihres Vorbilds. Das Wappen Portugals befindet sich in der Gösch. Es symbolisiert die politische Zugehörigkeit der Inseln zu Portugal. An der Trennlinie der Farben befindet sich ein goldener Habicht, von dessen portugiesischen Bezeichnung açor, sich der Name der Inseln ableitet. Allerdings beruht diese auf einem Fehler. Die Seeleute, die den Inseln ihren Namen gaben, hatten Mäusebussarde (Buteo buteo) auf den Inseln vorgefunden. Habichte kommen auf den Azoren nicht vor. Über dem Habicht bilden neun goldene Sterne einen Bogen. Sie stehen für die neun Hauptinseln der Inselgruppe: Corvo, Flores, Faial, Pico, São Jorge, Graciosa, Terceira, Santa Maria und São Miguel.

## Geschichte

2:3 Flagge Portugals zur See, 1830 bis 1910

Nach der Trennung von Portugal und Brasilien 1822 führten die Könige Portugals weiter die weiße Unionsflagge mit dem kombinierten Wappen der beiden Gebiete. Während des Miguelistenkrieges wurde von den Liberalen eine Exilregierung auf den Azoren gegründet. Sie verwendete eine blau-weiße Flagge mit dem Staatswappen in Moderner Französischer Form und einer Krone im Zentrum, die erstmals auf der Insel Terceira gesetzt wurde. Mit König Michaels I. Gang ins Exil 1834 wurde die blau-weiße Flagge die neue Flagge Portugals. Zu See nahm der blaue Teil nur ein Drittel der Flagge ein, zu Land waren die beiden Teile der Flagge gleich groß.

Flagge der Frente de Libertação dos Açores, 1974 bis 1976

Bereits im Oktober 1897 forderten Einheimische eine größere Verwaltungsautonomie von Portugal und setzten eine blau-weiße Flagge mit Habicht und neun Sternen. Die Azoreanische Befreiungsfront, die zwischen 1974 und 1976 die Autonomie der Inselgruppe forderte, verwendete ebenfalls verschiedene Versionen dieser Flagge. Bei dem hier gezeigten Beispiel entspricht die Farbgebung allerdings weder einem Habicht, noch einem Bussard. Dies könnte an schlechten Vorlagen liegen, aber auch daran, dass für den Vogel ein US-amerikanischer Weißkopfseeadler als Vorbild diente. Die FLA arbeitete eng mit dem amerikanischen Geheimdienst CIA zusammen.

## Weitere Flaggen der Azoren
Der Regionalpräsident der Azoren führt eine blau-weiße Flagge (die Farbflächen im Verhältnis 1:1) mit dem Wappenschild der Azoren im Zentrum.
Die 19 Kreise auf den Azoren verfügen über eigene Flaggen, die weitgehend den Vorgaben für portugiesische Kommunalflaggen folgen, mal mehr, mal weniger. Eine einmalige Abweichung für kommunale Wappen und Flaggen in Portugal zeigt die Stadt Horta, die statt einer gemauerten, eine goldene Wappenkrone verwendet. Auch die einzelnen Ortschaften führen eigene Flaggen.

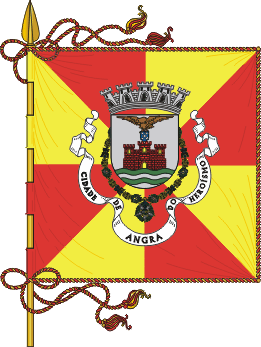
Angra do Heroísmo
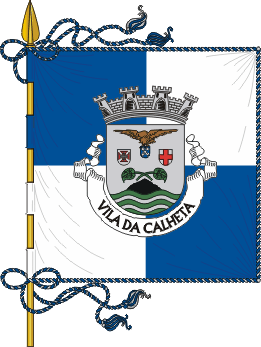
Calheta
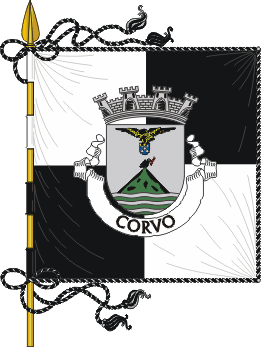
Corvo
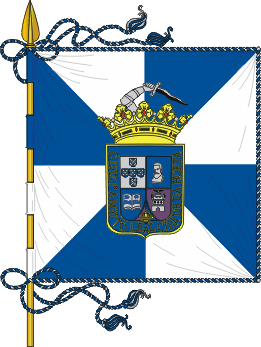
Horta
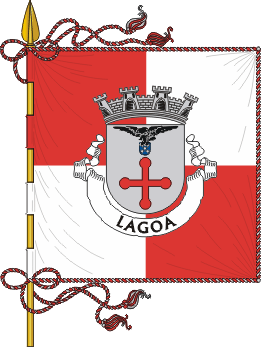
Lagoa
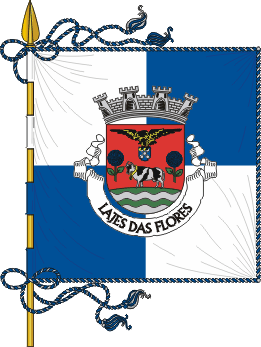
Lajes das Flores
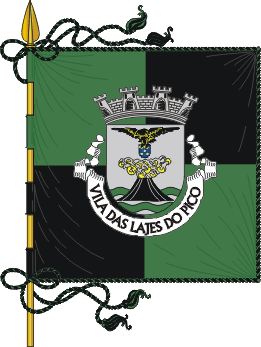
Lajes do Pico
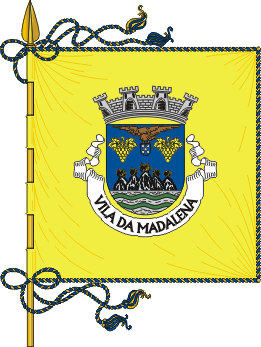
Madalena
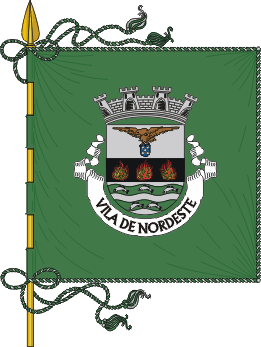
Nordeste
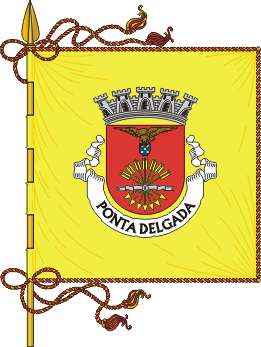
Ponta Delgada
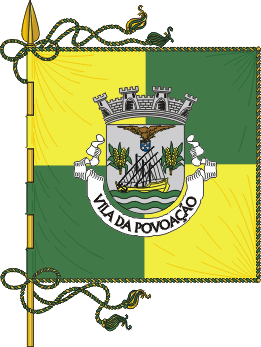
Povoação
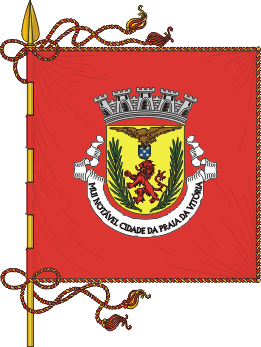
Praia da Vitória
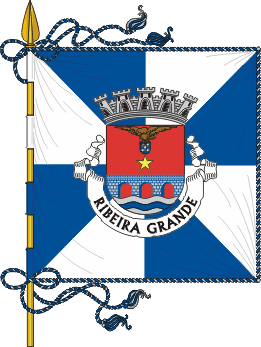
Ribeira Grande
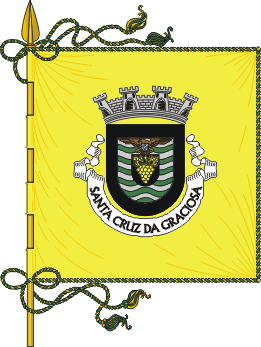
Santa Cruz da Graciosa
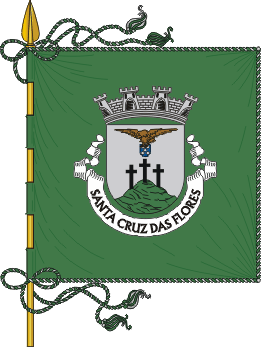
Santa Cruz das Flores
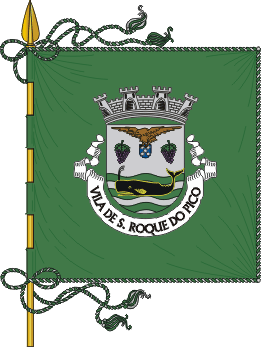
São Roque do Pico
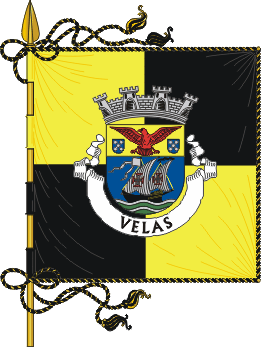
Velas
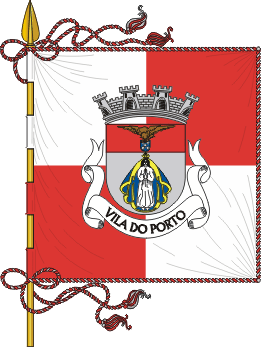
Vila do Porto
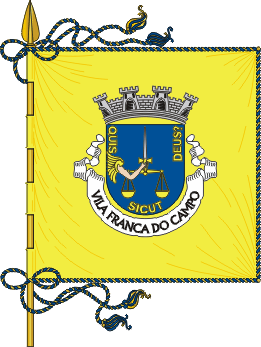
Vila Franca do Campo
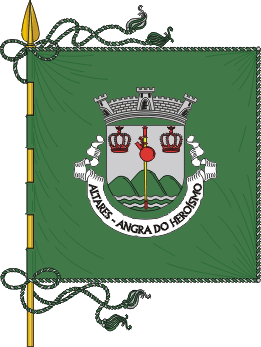
Altares (Ortsflagge)